# Laksana (Pakuhaji)
Laksana is een bestuurslaag in het regentschap Tangerang van de provincie Banten, Indonesië. Laksana telt 5190 inwoners (volkstelling 2010).